# 磺胺二甲嘧啶
磺胺二甲嘧啶是一种磺胺类药物，其INN名称是“Sulfamethazine”。该药物可用于治疗支气管炎、前列腺炎，以及泌尿道感染等病症。该药物在血液中的半衰期暂时未知，在大鼠体内的LD50（半致死量）为2.1354mol/kg。